# ASRAAM (ミサイル)
ASRAAM（Advanced Short Range Air-to-Air Missile、アスラーム）は、イギリスの赤外線誘導空対空ミサイル。

## 経緯
1980年代にNATO加盟諸国は、次世代の空対空ミサイルの開発について覚書を結んだ。それは、アメリカ合衆国が中心となり、AIM-7 スパローに代わるAIM-120 AMRAAM中距離空対空ミサイルを開発し、イギリスとドイツを中心にAIM-9 サイドワインダーに代わるASRAAM短距離空対空ミサイルの開発分担を行うというものであった。
1992年よりASRAAMの本格開発が開始されたが、1990年代初期にドイツ再統一によって旧東ドイツ空軍から受け継いだMiG-29戦闘機に搭載されたR-73（AA-11 アーチャー）がもたらされると共同開発に亀裂が生じた。それまでNATOによる評価が低かったR-73は広視野角シーカーや推力偏向機構を持ち機動性に優れたミサイルである事が判明、これに感銘を受けたドイツはASRAAMにR-73と同等かそれ以上の機動性を求めて再設計を行おうとしたが、一方のイギリスは機動性は限定的なまま抵抗減と高速化によりサイドワインダーよりも大幅に射程を伸ばす案を支持した。ドイツとイギリスは合意に達することができなかったため、最終的にドイツは資金と技術的問題によりASRAAM プロジェクトを離れ、IRIS-Tの開発に取りかかった。
ASRAAMの設計に関するイギリスとドイツの長い検討に起因する開発の遅れに、アメリカは待ちきれずサイドワインダー（AIM-9X）の改良を開始した。イギリスはASRAAMのシーカーにヒューズ社のフォーカル・プレーン・アレー（Focal Plane Array）を選択した。皮肉にもサイドワインダーとASRAAMの双方ともヒューズ社が開発した赤外線画像シーカーを使い、ヒューズ社はサイドワインダーのために使用した同じ技術で双方の選定に勝利した。レイセオン社も双方に提案を出したが、ヒューズ社に敗れてしまった。しかし、レイセオン社はヒューズ社を買収し、最終的にASRAAMとAIM-9X サイドワインダーのシーカー製造はレイセオン社となった。
ASRAAM プログラムが再開することで、アメリカはASRAAMを短距離空対空ミサイルの候補にすると考えられたが、機動性に対する認識からイギリスと合意することはなかった。なお、アメリカ軍はASRAAMを採用していないものの、AIM-132の名称をミサイルに与えている。

## 特徴
シーカーにはヒューズ社が開発した多素子化されたフォーカル・プレーン・アレー（FPA、解像度128x128ピクセル）が採用されていて、赤外線画像（IIR）誘導方式となり、感度はAIM-9Mの400倍に向上した。このシーカーは長距離捕捉、高度な抵抗対策、おおよそ90度のオフボアサイト・ロックオン能力などがあり、他にも目標とした航空機のコックピットやエンジンといった特定の部分を指定する機能をもっている。
また、射程に関してもミサイル本体の幅がサイドワインダーやIRIS-Tなど（127mm）よりも広く、これにより、他の同様のミサイルと比較して、遥かに長くロケットモーターを燃焼できることから初期の運用コンセプト通りの高い射程を有している。
LOAL（発射後ロックオン）能力も備えており、将来的にF-35 ライトニング IIのウェポンベイに搭載する際の強みとなる。
しかし、現在（2021年）では将来の選択肢としては残っているものの、計画としては外側の翼のパイロンに搭載するのみという考えである。
戦闘機への搭載にあたっては、サイドワインダーとの電気的互換性を有する。

## 今後の展開
2007年9月のDSEi会議で、英国国防省が短距離防空用のレイピアミサイルシステムと個艦防空用のシーウルフミサイルの代替品を調査するためのMBDAによる研究に資金を提供していることが発表された。共通モジュール式対空ミサイル（CAMM）はASRAAMとコンポーネントを共有することになる。一般的なコンポーネントには、ROXEL S.A.S.社製の非常に低シグネチャのロケットモーター、弾頭、タレス社製の近接信管などがある。CAMMは優れたレーダーシステムを使用して、海上または陸上の脅威を追跡し、データリンクを使用してミサイルを脅威の場所まで修正して、十分に近づくとレーダーをアクティブ・レーダー・ホーミングに切り替えることができ、これにより陸上では射手が発射した位置から素早く移動することができ、海上では終末誘導に火器管制レーダーを使用せずに誘導できるため、同時に対処できるミサイルの量が増加するといったメリットがある。
ASRAAMブロック6は2022年にタイフーンで、2024年にF-35 ライトニング IIでの運用開始される予定でこれには、ピクセル密度を高めた新世代のシーカーや組み込みの極低温冷却システムなど、新しく更新されたサブシステムが組み込まれており、特に、この新しいシーカーはイギリスのボルトンで製造されており、これにより完全に米国の国際武器取引規則（ITAR）の対象から外れての輸出が可能となり、アメリカの反対によって中止されていたミサイルをサウジアラビアに販売する計画が復活する可能性がある。

## 派生型
レイヴン
ASRAAMをHMT600軍用トラックに搭載した地対空ミサイルシステム。退役したイギリス空軍の戦闘機から取り外した発射レールを転用しており、フランケンシュタインに因んで「フランケンSAM」とも称される。

## 運用国
- イギリス

イギリス空軍（トーネード、ハリアーII、タイフーン）1998年より配備開始。
イギリス海軍（F-35 ライトニング II）イギリス空軍との共同運用ではあるが機材と人員は第617飛行隊に組み込まれている。
- インド

インド空軍（Su-30MKI）
- カタール

カタール空軍
- ウクライナ

レイヴン地対空ミサイルシステムを運用。
- アラブ首長国連邦

アラブ首長国連邦空軍（F-16E/F）